# Semi Eschmamp

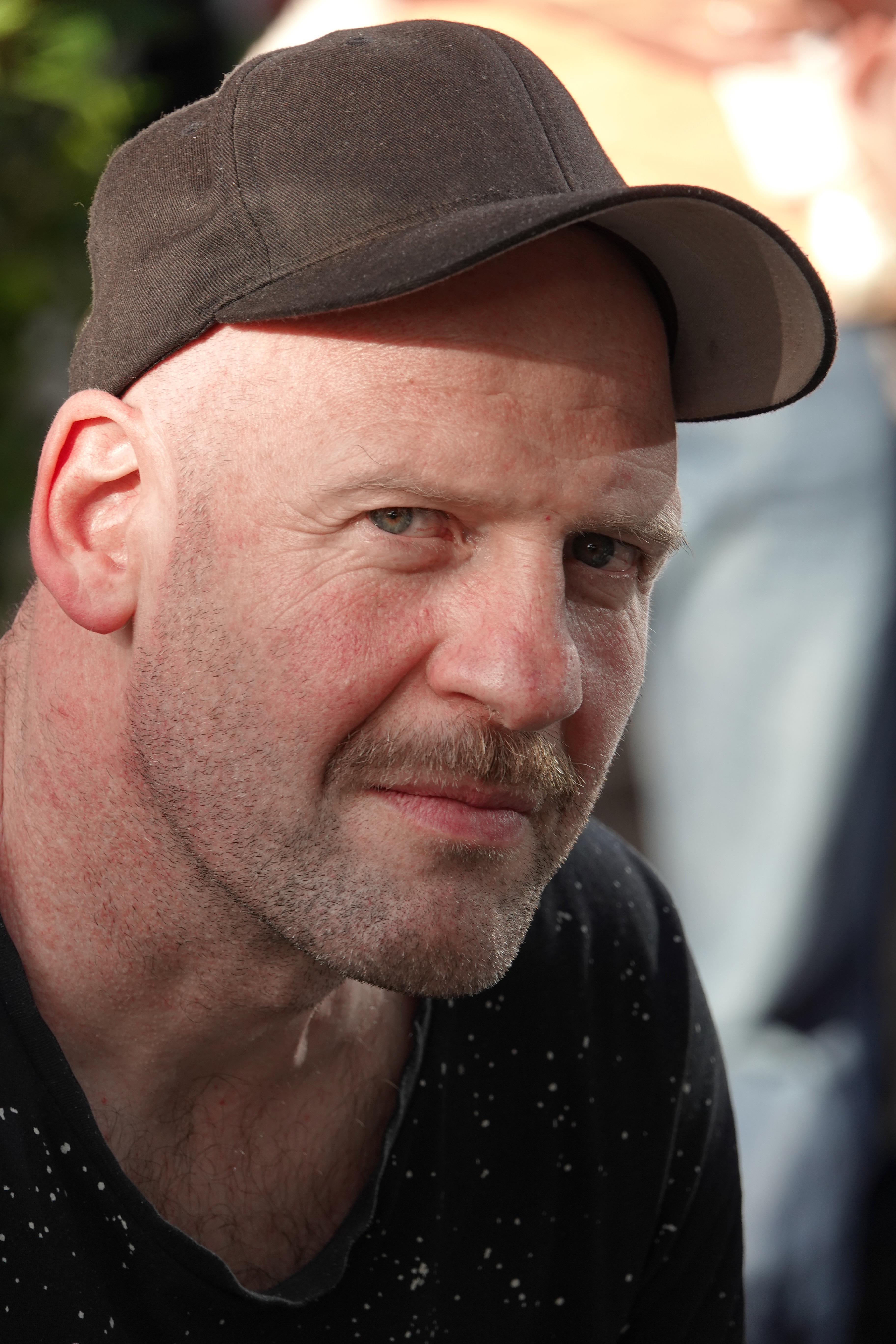
Semi Eschmamp (2024)

Semi Eschmamp (bürgerlich Samuel Eschmann; * 1976 in Thalwil, Kanton Zürich) ist ein Schweizer Schriftsteller, Zeichner und Schauspieler. Er lebt und arbeitet in Berlin.

## Leben und Werk
Samuel Eschmann wuchs am Zürichsee auf. Nach der Maturität nahm er ein Studium der Darstellenden Kunst an der Hochschule für Musik und Theater in Bern auf, das er 2002 abschloss. Bereits im Jahr 2000 hatte er in der Filmkomödie Die Liebe, das Leben und die Lösung des Problems in der Regie von Daniel Sellier eine Hauptrolle übernommen. Seine Arbeit als Schauspieler setzte er nach seinem Umzug nach Berlin fort. Im Spielfilm Piaffe von Ann Oren, 2023 mit einem Preis der deutschen Filmkritik ausgezeichnet, war er in einer Nebenrolle zu sehen.
Sein erstes Buch veröffentlichte er als Semi Eschmamp im Luzerner Verlag Der gesunde Menschenversand unter dem Titel Mein erstes Buch schreib ich gleich selbst (2017). Mit einer «Mischung aus hingeworfenen Gedanken und Tischserviettenzeichnungen» nähere sich Eschmamp den Cartoons und der absurden Prosa von Daniil Charms an, verzichte dabei aber, so die Kritik, auf «die morbiden Untertöne des Russen». Sein zweites Buch, Mein Vorbar ist auch mein Nachbar (2020), kombiniert ebenfalls Zeichnungen und Text. Es beschreibt einen Protagonisten, der sich fast nur in seiner eigenen Wohnung und in der Kneipe an der nächsten Ecke aufhält und dabei skurrile Erfahrungen macht. Er begegnet dabei auch seinem Nachbarn Boris Blaschko, der Gedichte über Schuhgrössen auf Stiefelsohlen schreibt und auf dem Titelblatt des Buches als Co-Autor angegeben wird. Spielerisch «verweigert sich Eschmamp der Weltdeutung», urteilte das St. Galler Tagblatt.   
2024 las Semi Eschmamp auf Einladung der Jurorin Laura de Weck beim Ingeborg-Bachmann-Wettbewerb in Klagenfurt am Wörthersee seinen Text Ist Realität selbst da, wo sie nicht hingehört? Ebenfalls 2024 erhielt Eschmamp den Förderpreis des Sondermann-Preises.

## Arbeiten als Autor (Auswahl)

### Hörspiel
- 2007: Der kleine Daniel und das große Abenteuer (Original-Hörspiel – ausgestrahlt vom WDR)
- 2021: Ein weiterer Fall des Kommissaren Eugen Windhorst, Kurzhörspiel

### Film
- 2020: Die rote Tragödie (unter dem Pseudonym Boris Blaschko)

## Arbeiten als Schauspieler (Auswahl)
- 2000: Die Liebe, das Leben und die Lösung des Problems, Regie: Daniel Sellier, Spielfilm
- 2010: Absturz, Regie: Stephan Pörtner, Hörspiel
- 2021: Gespenster, Regie: Markus&Markus, Doku-Hörspiel
- 2022: Piaffe, Regie: Ann Oren, Spielfilm